# 杉本良男
杉本 良男（すぎもと よしお、1950年 - ）は、日本の人類学者。国立民族学博物館名誉教授、総合研究大学院大学名誉教授。専攻は、社会人類学・南アジア研究。主にインド･スリランカなど南アジアの宗教を中心に研究活動を行っている

## 来歴・人物
北海道出身。東京都立大学 (1949-2011)大学院社会科学研究科社会人類学専攻課程単位取得満期退学。南山大学文学部助教授を経て1995年より国立民族学博物館第3研究部助教授、同年2月　東京都立大学より社会人類学博士の学位を取得、学位論文の題は「太鼓と法輪 -ウダラタ・シンハラ社会の儀礼と権力」。 1998年同博物館民族社会研究部助教授、1999年教授、2003年同博物館民族学研究開発センター教授・グループ長、2004年同博物館先端人類科学研究部教授・部長を経て、2011年4月より民族社会研究部教授・副館長を務めた後、2016年3月末をもって、定年退職。同名誉教授。

## 主な著作

### 単著・共著
- 『インド映画への招待状』（青弓社、2002年）
- 『スリランカで運命論者になる: 仏教とカーストが生きる島』（臨川書店、2015年）
- 『ガンディー:秘教思想が生んだ聖人』（平凡社新書、2019年）
- 『仏教モダニズムの遺産:アナガーリカ・ダルマパーラとナショナリズム』（風響社、2021年）
- 『東南アジア上座部仏教への招待』（和田理寛・小島敬裕・大坪加奈子・増原善之・下條尚志との共著 風響社、2021年）

### 編著
- 『もっと知りたいスリランカ』（弘文堂、1987年）
- 『伝統宗教と知識』（南山大学人類学研究所、1991年）
- 『宗教・民族・伝統－イデオロギー論的考察』（南山大学人類学研究所、1995年）
- 『アジア読本 スリランカ』（河出書房新社、1998年）
- 『宗教と文明化』（ドメス出版、2002年）
- 『福音と文明化の人類学的研究』（国立民族学博物館調査報告31）（国立民族学博物館、2002年）
- 『キリスト教と文明化の人類学的研究』（国立民族学博物館調査報告62）（国立民族学博物館、2006年）
- 『キリスト教文明とナショナリズム 人類学的比較研究』（風響社、2014年）

### 共編著
- 『朝倉世界地理講座―大地と人間の物語４南アジア』（立川武蔵・海津正倫と共編著・朝倉書店、2012年）
- 『スリランカを知るための58章』（高桑史子、鈴木晋介との共編著･明石書店、2013年）
- 『世界民族百科事典』（国立民族学博物館編、編集委員長・丸善出版、2014年）
- 『環流する文化と宗教』（三尾稔との共編著・東京大学出版会、2015年）
- 『聖地のポリティクス―ユーラシア地域大国の比較から』（松尾瑞穂との共編著・風響社、2019年）